# تیلور کالدول
تیلور کالدوِل (انگلیسی: Taylor Caldwell; ۷ سپتامبر ۱۹۰۰ – ۳۰ اوت ۱۹۸۵) رمان‌نویس آمریکایی متولد بریتانیا بود. نام کامل وی، ژانت میریام هولاند تیلور کالدوِل بود. او یک آمریکایی - انگلیسی‌تبار و نویسندهٔ داستان‌های محبوب همراه با درون‌مایه‌های تاریخی بود. وی در طول دوران شهرت با نام‌های مستعار بسیاری نویسندگی کرد که از میان آنها، مارکوس هولاند و ماکس راینر از شهرت بیشتری برخوردار هستند. همچنین، چند اثر نیز با نام پس از ازدواجش، جی. میریام ریبک نیز نوشته‌است.
او در داستان‌های خود اغلب از رویدادهای تاریخی واقعی یا افراد حقیقی استفاده می‌نمود. آثار شناخته شدهٔ وی عبارت هستند از دودمان مرگ، مراسم بیگناهان، ستون آهن، زمین خداوند و همین‌طور سران و سلاطین. آخرین رمان بزرگ او نیز پاسخ به عنوان یک مرد می‌باشد که در سال ۱۹۸۰ رونمایی شد.

## زندگی‌نامه
کالدوِل، هنگامی که تنها ۶ سال داشت، به دلیل کیفیت مقاله‌ای که در رابطه با چارلز دیکنز نوشت موفق به کسب مدال گردید. در سن ۸ سالگی اقدام به نوشتن کتاب نمود و در واقع اولین رمان خودش با عنوان عاشقانه‌های آتلانتیس را در سن ۱۲ سالگی نوشت. از سال ۱۹۱۸ تا ۱۹۱۹، کالدوِل در بخش نیروی دریایی ذخیرهٔ ایالات متحده خدمت کرده‌است و در سال ۱۹۱۹، با ویلیام اف. کومبز ازدواج نمود. در سال ۱۹۳۱ از دانشگاه ایالتی نیویورک در بافلو فارغ‌التحصیل گردید و در همان زمان از شوهرش جدا شد در حالی که از وی دارای یک فرزند دختر به نام ماری (شناخته شده با نام پِگی) بود. کالدوِل سپس با شوهر دومش به نام مارکوس ریبک که در قسمت خدمات مهاجرتی و قبول تابعیت ایالات متحده کار می‌کرد ازدواج نمود.